# Simon Schwetz
Simon Schwetz (1º luglio 1989) è un giocatore di football americano tedesco che gioca come kicker per gli Straubing Spiders.